# Kaizers Orchestra

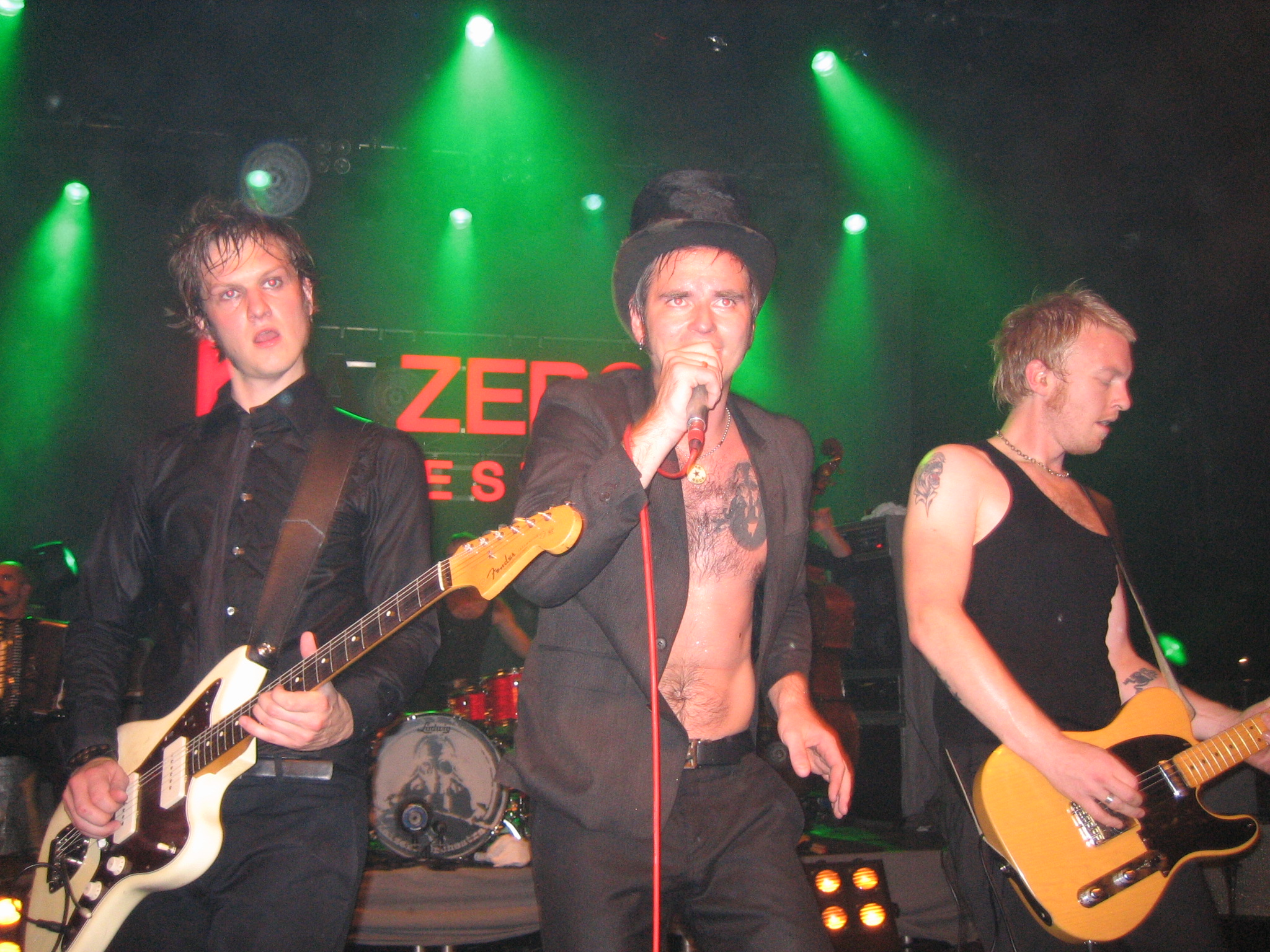
Geir Zahl, Janove Ottesen, Terje Vinterstø.

Kaizers Orchestra is een Noorse alternatieve rock band. De sound van Kaizers Orchestra is een mix van energieke zigeunerrock en Oost-Europese hoempa.
Ze worden gezien als een van de beste livebands uit Scandinavië. Ieder concert van Kaizers Orchestra bevatte gasmaskers, olievaten, koevoeten etc. Geir Zahl zong zo nu en dan (nummers als Dr. Mowinckel, Rullett en Dekk bord). De nummers Kontroll på kontinentet en Bøn fra helvete werden ieder optreden gespeeld. De Kaizers stonden ook bekend om hun Gypsy Finale, dat drie nummers bevatte, in de volgorde: Sigøynerblod, Bak et halleluja en Resistansen.
Kaizers Orchestra was de eerste Noorse band die populair werd buiten Scandinavië met teksten in de moedertaal Noors. De teksten zijn geschreven in het dialect van Jæren (bandleden Geir Zahl en Janove Ottesen komen uit Bryne). De teksten gingen vaak over de maffia, Russische roulette, "de revolutie", "het verzet", oorlogsslachtoffers, zeelieden en inrichtingen.

## Bezetting
- Janove Ottesen (zang, gitaar, piano, orgel, olievaten)
- Geir Zahl (gitaar, zang, olievaten)
- Terje Vinterstø (gitaar, guitar, achtergrondzang, percussie)[1]
- Rune Solheim (drums)
- Helge Risa (orgel, piano, marimba)
- Jon Sjøen en Øyvind Storesund (contrabas)[2]

## Biografie
Twee van de leden, zanger Janove Ottesen en gitarist Geir Zahl, kenden elkaar al jaren en begonnen hun eerste band (Blod, snått & juling) in 1991.
In 2000 werd Kaizers Orchestra opgericht en kwam met een ep met vier nummers: Bastard, Bøn fra helvete, Katastrofen en Dekk bord. Tĳdens een Noors festival met 'bands voor de toekomst' werden de nummers van de band regelmatig op de radio gedraaid. De speciale sound en het creatieve gebruik van instrumenten werd opgemerkt door het kleine Scandinavische label Broiler Farm. Hun eerste album Ompa Til Du Dør werd door dit label uitgebracht in september 2001. Het werd een succes. Eerst in Noorwegen zelf, later in Denemarken en Nederland. Het album won een Spellemannspris (Noorse Grammy) voor het beste rock album en twee Alarm-awards (underground versie van Spellemannsprisen). Ompa till du dør maakte Kaizers Orchestra ook de band met het best verkochte debuutalbum in de Noorse taal. Het tweede album Evig pint werd utitgebracht in februari 2003. Het derde album Maestro werd uitgebracht op 15 augustus 2005 in Noorwegen en Europa. Ze maakten tot 2006 zes videoclips, dit waren clips voor de nummers: Kontroll på kontinentet, Mann mot mann, Evig pint, Maestro, Knekker deg til sist en Blitzregn Baby. Voor de release van Maestro tekende Kaizers Orchestra een internationale deal met Universal Duitsland.
Hun optredens in oktober 2005 in Vega in Kopenhagen werd opgenomen voor een live-cd/dvd, getiteld Viva La Vega. De dubbel-cd verscheen op 6 maart 2006, de dvd op 7 april 2006.
In februari 2008 bracht de band hun vierde studioalbum uit: Maskineri. Er volgde weer een tournee en in het najaar speelde de band nummers die nooit waren uitgebracht of alleen als B-kant. Veel van de gespeelde nummers waren al jarenlang niet meer gespeeld bij concerten.
Op 27 april 2009 kwam er een nieuw album uit: Våre Demoner (Onze demonen). De nummers op dit album waren geselecteerd uit oudere nummers (2001-2007) die niet eerder waren uitgebracht. Slechts een paar van de nummers waren ooit live gespeeld, de rest was totaal nieuw voor het publiek.
Op 14 september 2013 speelde de band hun (voorlopig) laatste concert, genaamd "Siste Dans" (laatste dans) in Stavanger, al werd een comeback niet uitgesloten. Deze kwam in 2023. Op 16 juni 2023 verscheen er een nieuwe single. Ook werd er een nieuwe tour aangekondigd.
Bijna alle bandleden hadden ook projecten naast Kaizers Orchestra. Janove Ottesen bracht een soloalbum uit in 2004, Geir Zahl kwam eind 2006 met een soloalbum en Terje Vinterstø was de frontman van de punkband Skambankt. Øyvind Storesund was tevens lid van de bands Wunderkammer en Cloroform.
De Nederlandse rapper Blaxtar werkte met Kaizers Orchestra samen om een alternatieve versie van het nummer En for orgelet, en for meg (van het album Violeta Violeta (Volume I)) op te nemen.

## Discografie

### Albums
- Ompa Til Du Dør (2001)
- Evig Pint (2003)
- Maestro (2005)
- Live At Vega (2006)
- Maskineri (2008)
- Våre Demoner (2009)
- Violeta Violeta - volume I (2011 31 januari)
- Violeta Violeta - volume II (2011 november)
- Violeta Violeta - volume III (2012 november)

### Singles/ep's/Overig
- Kaizers Orchestra EP (Den gule EPen) (2000)
- Død manns tango (2002)
- Kontroll på kontinentet (2002)
- Mann mot mann (2002)
- The Gypsy Finale (Live) (2004)
- Maestro (2005)
- Maestro Bonus cd (2005)
- Viva la Vega dvd (2006)
- Philemon Arthur & the Dung (2010)
- Hjerteknuser (2010)
- En for orgelet, en for meg (2010)
- Dine Gamle Dager Er Nå (2023)